# Санта-Мария-ин-Виа-Лата (титулярная диакония)
Титулярная диакония Санта-Мария-ин-Виа-Лата (лат. Diaconia Sanctae Mariae in Via Lata) — титулярная диакония была основана Папой Фабианом около 250 года, на месте Нерониано-Александрийских терм, в IX регионе Рима. Диакония была молельней, расположенная в коммерческом здании, которое в позднюю эпоху занимала аркады вдоль виа Латы (издавна ошибочно отождествляемая с Септой Юлией), на месте которой около 700 года была построена базилика Санта-Мария-ин-Виа-Лата (ныне виа дель Корсо в Риме). Она не была региональной диаконией, а одной из четырёх Палатинских диаконий, кардиналы которых помогали Папе при богослужениях. У неё был капитул каноников с 1144 года, и долгое время она была резиденцией кардинала-протодьякона.  Титулярная диакония принадлежит базилике Санта-Мария-ин-Виа-Лата, расположенной в районе Рима Пинья, на виа дель Корсо.

## Список кардиналов-дьяконов и кардиналов-священников титулярной диаконии Санта-Мария-ин-Виа-Лата
- Сикст I — (? — 114/119, избран Папой), не будучи установленным как диакония, не могла иметь статус титулярной церкви, но Сикст был дьяконом в том, что до 250 года было простой молельней);
- Адриан I — (до 772);
  - Теодорих, O.S.B.Cas. (1080? — 1095?, назначен кардиналом-епископом Альбано), псевдокардинал;
- Грегорий, O.S.B. — (1088 — 1099);
- Уго Д’Алатри — (1105 — 1112);
- Ромуальдо Гуарна — (около 1112 — 1122);
- Уберто Ратта — (1122 — около 1125, до смерти);
- Пьетро деи Гарсенди — (1125 — 1127)
- Гвидо дель Кастелло — (декабрь 1127 — декабрь 1133, назначен кардиналом-священником Сан-Марко);
- Убальдо — (1133 — 1144, до смерти);
- Пьетро  — (декабрь 1144 — 1148, до смерти);
- Джерардо Каччанемичи — (1149 — 1155, до смерти);
- Гильермо Матенго, O.Cist. — (декабрь 1155 — март 1158, назначен кардиналом-священником Сан-Пьетро-ин-Винколи);
- Раймон дез Арен — (февраль 1158 — 1176, до смерти);
- Ардуин — (март 1178 — 1182, до смерти);
- Соффредо Эррико Гаэтани — (1182 — 1193, назначен кардиналом-священником Санта-Прасседе);
- Пьетро Капуано старший — (20 февраля 1193 — 1200, назначен кардиналом-священником Сан-Марчелло);
  - вакантно (1200—1205);
- Джованни да Ферентино — (1205 — 1216)
- Томазо да Капуя — (1216 — 13 июня 1216, назначен кардиналом-священником Санта-Сабина);
  - вакантно (1216—1244);
- Оттавиано Убальдини — (28 мая 1244 — март 1273, до смерти);
  - вакантно (1273—1278);
- Джакомо Колонна — (1278 — 1297, смещён Папой Бонифацием VIII 10 мая 1297);[1]
- Лука Фьески, из графов Лаваньи — (2 марта 1300 — 1306, назначен кардиналом-дьяконом Санти-Козма-э-Дамиано);
- Джакомо Колонна, (реабилитирован Папой Бенедиктом XI и восстановлен в сане кардинала Папой Климентом V 17 декабря 1305,[1] — 2 февраля 1306 — 14 августа 1318, до смерти);
  - вакантно (1318—1344);

Николас де Бессе (или Бельфайе) — (19 мая 1344 — 5 ноября 1369, до смерти);
- - вакантно (1369—1371);
- Пьер де Ла Вернь (или Верош) — (30 мая 1371 — 6 октября 1403, до смерти);
  - вакантно (1403—1430);
- Доменико Капраника — (8 ноября 1430 — май 1443, назначен кардиналом-священником Санта-Кроче-ин-Джерусалемме), in commendam (май 1443 — 14 августа 1458, до смерти);
- Родриго де Борха-и-Борха, in commendam — (август 1458 — 11 августа 1492 избран Папой Александром VI);
  - вакантно (1492—1496);
- Хуан де Борха-Льянсоль де Романи младший — (24 февраля 1496 — 17 января 1500, до смерти);
- Педро Луис де Борха-Льянсоль де Романи — (5 октября 1500 — 7 декабря 1503), in commendam (7 декабря 1503 — 4 октября 1511, до смерти);
- Марко Корнаро — (19 марта 1513 —  14 декабря 1523, назначен кардиналом-священником Сан-Марко);
- Алессандро Чезарини старший — (14 декабря 1523 — 31 мая 1540, назначен кардиналом-епископом Альбано);
- Никколо Ридольфи — (31 мая 1540 — 31 января 1550, до смерти);
- Инноченцо Чибо — (28 февраля — 14 апреля 1550, до смерти);
- Никколо Гадди — (27 июня 1550 — 20 ноября 1551 года); титулярная диакония pro hac vice (20 ноября 1551 — 16 января 1552);
- Гвидо Асканьо Сфорца ди Санта Фьора — (9 марта 1552 — 6 октября 1564, до смерти);
- Ипполито II д’Эсте — (8 октября — 8 декабря 1564, назначен кардиналом-священником Санта-Мария-ин-Аквиро);
- Вителлоццо Вителли — (8 декабря 1564 — 19 ноября 1568, до смерти);
- Инноченцо Чокки дель Монте — (3 декабря 1568 — 2 ноября 1577, до смерти);
- Антонио Карафа — (8 ноября 1577 — 12 декабря 1583, назначен кардиналом-священником Сант-Эузебио);
- Луиджи д’Эсте — (19 декабря 1583 — 30 декабря 1586, до смерти);
- Фердинандо Медичи — (7 января 1587 — 28 ноября 1588, отказался от сана кардинала);
- Франческо Сфорца ди Санта Фьора — (5 декабря 1588 — 13 ноября 1617, назначен кардиналом-священником Сан-Маттео-ин-Мерулана);
- Одоардо Фарнезе — титулярная диакония pro hac vice (13 ноября 1617 — 3 марта 1621, назначен кардиналом-епископом Сабины);
- Андреа Барони Перетти Монтальто — (3 марта 1621 — 5 мая 1621, назначен кардиналом-священником Сант-Аньезе-ин-Агоне);
- Алессандро д’Эсте — (5 мая 1621 — 2 октября 1623, назначен кардиналом-священником Санта-Мария-делла-Паче);
- Карло Эммануэле Пио ди Савойя — (2 октября 1623 — 16 марта 1626, назначен кардиналом-священником Санти-Джованни-э-Паоло);
- Маурицио Савойский — (16 марта 1626 — 10 ноября 1642, отказался от сана кардинала);
- Антонио Барберини — (10 ноября 1642 — 21 июля 1653, назначен кардиналом-священником Сантиссима-Тринита-аль-Монте-Пинчо);
- Джанджакомо Теодоро Тривульцио — (21 июля 1653 — 14 мая 1655, назначен кардиналом-священником Санта-Мария-дель-Пополо);
- Джулио Габриэлли старший — (14 мая 1655 — 6 марта 1656, назначен кардиналом-священником Санта-Приска);
- Вирджинио Орсини — (6 марта 1656 — 11 октября 1666, назначен кардиналом-священником Санта-Прасседе);
- Франческо Майдалькини — (11 октября 1666 — 19 октября 1689, назначен кардиналом-священником Санта-Мария-ин-Виа);
- Никколо Аччайоли — (19 октября 1689 — 28 ноября 1689, назначен кардиналом-священником Сан-Каллисто);
- Урбано Саккетти — (28 ноября 1689 — 22 декабря 1693, назначен кардиналом-священником Сан-Бернардо-алле-Терме);
- Бенедетто Памфили — (22 декабря 1693 — 22 марта 1730, до смерти);
- Лоренцо Альтьери — (24 июля 1730 — 3 августа 1741, до смерти);
- Карло Мария Марини — (7 августа 1741 — 16 января 1747, до смерти);
- Алессандро Альбани — (10 апреля 1747 — 11 декабря 1779, до смерти);
- Доменико Орсини д’Арагона — (13 декабря 1779 — 19 января 1789, до смерти);
- Иньяцио Гаэтано Бонкомпаньи-Людовизи — (30 марта 1789 — 9 августа 1790, до смерти);
- Грегорио Антонио Мария Сальвиати — (29 ноября 1790 — 5 августа 1794, до смерти);)
- Винченцо Мария Альтьери — (12 сентября 1794 — 7 сентября 1798, отказался от сана кардинала);
- Антонио Дориа Памфили — (2 апреля 1800 — 31 января 1821, до смерти);
- Фабрицио Руффо — (27 июня 1821 — 13 декабря 1827, до смерти);
- Джузеппе Альбани — (28 января 1828 — 3 декабря 1834, до смерти);
- Томмазо Риарио Сфорца — (19 декабря 1834 — 14 марта 1857, до смерти);
- Людовико Гаццоли — (19 марта 1857 — 12 февраля 1858, до смерти);
- Джузеппе Уголини  — (15 марта 1858 — 19 декабря 1867, до смерти);
- Джакомо Антонелли — ( 13 марта 1868 — 6 ноября 1876, до смерти);
- Просперо Катерини — (18 декабря 1876 — 28 октября 1881, до смерти);
- Теодольфо Мертэль — (18 ноября 1881 — 24 марта 1884, назначен кардиналом-священником Сан-Лоренцо-ин-Дамазо);
- Лоренцо Иларионе Ранди — (24 марта 1884 — 20 декабря 1887, до смерти);
- Йозеф Хергенрётер — (1 июня 1888 — 3 октября 1890, до смерти);
- Исидоро Верга — (1 июня 1891 — 22 июня 1896, назначен кардиналом-священником Сан-Каллисто);
- Луиджи Макки — (30 ноября 1896 — 29 марта 1907, до смерти);
  - вакантно (1907—1911);
- Луи Бийо, S.J. — (30 ноября 1911 — 21 сентября 1927, лишён кардинальского сана); 
  - вакантно (1927—1937);
- Джузеппе Пиццардо — титулярная диакония pro hac vice (16 декабря 1937 — 21 июня 1948, назначен кардиналом-епископом Альбано);
- Валериан Грасиас — титулярная диакония pro hac vice (15 января 1953 — 11 сентября 1978, до смерти);
- Владислав Рубин — (30 июня 1979 — 26 ноября 1990 года); титулярная диакония pro hac vice (26 ноября 1990 — 28 ноября 1990, до смерти);
- Эдуард Идрис Кассиди — (28 июня 1991 — 26 февраля 2002); титулярная диакония pro hac vice (26 февраля 2002 — 10 апреля 2021, до смерти);
- Фортунато Фрецца — (27 августа 2022 — по настоящее время).